# Gabriel Grapperon
Gabriel Grapperon é um cineasta e animador francês. Foi indicado ao Oscar de melhor curta-metragem de animação na edição de 2018 pelo trabalho na obra Garden Party, ao lado de Victor Caire.

## Filmografia
- 2017: Garden Party
- 2014: Last Minute Twists

## Prêmios e indicações
- 2018: Oscar de melhor curta-metragem de animação
- 2017: Prêmio do Júri do Festival de Cinema de Nashville
- 2017: Menção Especial do Festival Internacional de Curta-Metragem de Clermont-Ferrand
- 2017: SIGGRAPH de melhor projeto estudantil
- 2017: Festival de Cinema de Annecy de melhor filme estudante